# Mladen Mioč
Mladen Mioč (1940. – 6. siječnja 2018.), hrvatski književnik, šibenski srednjoškolski profesor hrvatskoga jezika i književnost. Podrijetlom Metkovčanin.
Zaposlio se je u Ekonomskoj školi u kojoj je radio sve do odlaska u mirovinu. U brojne je naraštaje svojih učenika usadio ljubav prema hrvatskome jeziku i književnosti. Neke je svoje učenike toliko motivirao i prenio im strast za književnost da su nakon srednje upisali studij kroatistike i nastavili njegovim stopama. Poznat kao nastavnik "staroga kova".